# Reiner Geye
Reiner Geye (Duisburg, 22 novembre 1949 – Magonza, 8 agosto 2002) è stato un calciatore tedesco occidentale, di ruolo attaccante.

## Carriera
Giocò per molti anni in Bundesliga con le maglie di Fortuna Dusseldorf e Kaiserslautern.